# Jacob Senleches
Jacob Senleches, também conhecido como Jacob Senlechos e Jacopinus Selesses (fl. 1382 a 1395) foi um compositor e harpista francês do final da Idade Média, seguidor do estilo chamado Ars subtilior.
Seu local de nascimento é disputado, talvez tenha sido Saint-Luc, perto de Évreux, ou Senleches, perto de Cambrai. Também a data de sua morte não é conhecida. Por volta de 1382 parece ter servido na corte de Leonor de Castela, já que uma de suas peças, Fuions de ci, lamenta a morte da rainha.
Depois é registrada sua presença como harpista a serviço de Pedro de Luna, Cardeal de Aragão, mais tarde eleito Papa com o nome de Bento XIII. Existe um documento de 1383 da corte de Navarra que menciona remuneração paga a um certo Jaquemin de Sanleches, juglar de harpe, para que o músico pudesse voltar para o serviço de seu mestre Pedro de Luna. Em outro documento é mencionado pedindo ao Papa para ser designado para uma igreja na diocese de Cambrai.
A despeito do reduzido número de peças de sua autoria que sobreviveram, Jacob é tido como um dos principais nomes da Ars subtilior, tendo desenvolvido novas técnicas rítmicas. 

## Obras
Baladas:
- En attendant esperance
- Fuions de ci
- Je me merveil - J'ay pluseurs fois

Virelais:
- En ce gracieux tamps
- La harpe de melodie
- Tel me voit

## Media
Ballade Fuions de ciⓘ